# Боцюрко Володимир Іванович

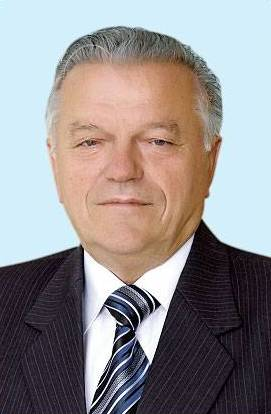
Боцюрко Володимир Іванович

Володимир Іванович Боцюрко (нар. 25 січня 1940, с. Маріямпіль) — український вчений в галузі ендокринології. Доктор медичних наук, професор. Академік АН ВШ України з 2009 р.

## Біографія
Народився в с. Маріямпіль Галицького району Івано-Франківської обл.
У 1968 р. закінчив Івано-Франківський медичний інститут. З 1972 р. — асистент кафедри пропедевтики внутрішніх хвороб. З 1982 р. — доцент кафедри факультетської терапії. З 1996 р. — завідувач кафедри ендокринології Івано-Франківського медичного інституту (з 2008 р. — Івано-Франківський національний медичний університет).
Кандидатська дисертація — «Обмін деяких мікроелементів і активність споріднених з ними металоферментів при ревматизмі» (1978), докторська дисертація — «Віддалені соматогенетичні ефекти інкорпорованого радіоактивного йоду в осіб із захворюваннями щитоподібної залози в умовах ендемічної місцевості» (1996).

## Наукова діяльність
Основні наукові напрями — цукровий діабет, захворювання щитоподібної і паращитоподібних залоз, ендокринологічні аспекти порушень фізичного розвитку дітей.
Автор 120 наукових праць, 6 винаходів. Розробив перший вітчизняний симбіотик «Біфтоп». Головний дослідник багатьох міжнародних програм з вивчення нових препаратів для лікування цукрового діабету.
Підготував трьох кандидатів наук. Автор 3 навчальних посібників і 1 підручника. Відповідальний секретар науково-практичних журналів «Галицький лікарський вісник» і «Архів клінічної медицини». Член редколегії «Міжнародного ендокринологічного журналу», член правління асоціації ендокринологів України, член спеціалізованої вченої ради з присудження наукових ступенів.

## Звання і нагороди
Лауреат премії Академії медичних наук України за найкращий навчальний посібник для студентів медвузів (1999).
Нагороджений медаллю «За трудову доблесть» і значком «Відмінник охорони здоров'я», лауреат обласної премії «Найкращий науковець року» (2009).